# Népal aux Jeux olympiques d'hiver de 2002
Cet article contient des informations sur la participation et les résultats du Népal aux Jeux olympiques d'hiver de 2002, qui ont eu lieu à Salt Lake City aux États-Unis. Le Népal était représenté par 1 seul athlète.

## Participants
- Jay Khadka